# Tournoi Costa Azul de Setúbal
Le Tournoi Costa Azul de Setúbal est une compétition de football qui se déroule à Setúbal en 1988 puis à nouveau en 1989.

## Format
La compétition est organisée par le club local du Vitória Futebol Clube sur le terrain de l'Estádio do Bonfim à Setúbal. Le tournoi regroupe quatre équipes qui s'affrontent lors de deux demi-finales, puis lors d'une finale et d'un match pour la troisième place pour déterminer le classement des quatre équipes.

## Palmarès
Les deux éditions du tournoi sont remportées par le Vitória Futebol Clube en 1988, puis par le FK CSKA Sofia en 1989.

## Tournoi 1988
La première édition du tournoi a lieu du 13 au 15 août 1988. Le tournoi est remporté par le Vitória Futebol Clube devant les mexicains des Pumas UNAM, les roumains du FC Dinamo Bucarest et les marocains du Wydad de Casablanca.
| Demi-finale  | Vitória Setubal | 3 - 0 | Wydad de Casablanca | Estádio do Bonfim, Setúbal |
| 13 août 1988 |                 |       |                     |                            |

| Demi-finale  | FC Dinamo Bucarest | 0 - 2 | Pumas UNAM | Estádio do Bonfim, Setúbal |
| 14 août 1988 |                    |       |            |                            |

| Match pour la troisième place | FC Dinamo Bucarest | 5 - 0 | Wydad de Casablanca | Estádio do Bonfim, Setúbal |
| 15 août 1988                  |                    |       |                     |                            |

| Finale       | Vitória Setubal | 2 - 1 | Pumas UNAM | Estádio do Bonfim, Setúbal |
| 15 août 1988 |                 |       |            |                            |

## Tournoi 1989
La deuxième et dernière édition du tournoi a lieu du 4 au 6 août 1989. Elle est remportée par les bulgares du FK CSKA Sofia devant le Vitória Futebol Clube. Une sélection d'Alger termine troisième et les portugais du Club Sport Marítimo quatrième. 
| Demi-finale | CS Maritimo | 0 - 1 | FK CSKA Sofia | Estádio do Bonfim, Setúbal |
| 4 août 1989 |             |       |               |                            |

| Demi-finale | Vitória Setubal | 3 - 3 aep | Sélection d'Alger | Estádio do Bonfim, Setúbal |
| 4 août 1989 |                 |           |                   |                            |

| Match pour la troisième place | CS Maritimo | 1 - 2 | Sélection d'Alger | Estádio do Bonfim, Setúbal |
| 6 août 1989                   |             |       |                   |                            |

| Finale      | Vitória Setubal | 1 - 4 | FK CSKA Sofia | Estádio do Bonfim, Setúbal |
| 6 août 1989 |                 |       |               |                            |